# ジェイク・レイマン
ジェイク・ダグラス・レイマン（Jake Douglas Layman , 1994年3月7日 - ）は、アメリカ合衆国マサチューセッツ州ノーウッド出身のプロバスケットボール選手。B.LEAGEのシーホース三河所属。ポジションはパワーフォワードまたはスモールフォワード。

## 来歴
メリーランド大学2年時にスターターに定着。3年時には平均12.5得点5.8リバウンドをマークし同大学を2010年以来のNCAA出場に導いた。2015年のNBAドラフト候補に挙げられたがさらなるレベルアップを目指しチームに残った。

### ポートランド・トレイルブレイザーズ(2016-2019)
2016年のNBAドラフトでオーランド・マジックから2巡目全体47位で指名され将来の2巡目指名権・金銭とトレードでポートランド・トレイルブレイザーズに指名権が移動した。2016年11月1日のゴールデンステート・ウォリアーズ戦で5本の3ポイントシュートを含む17得点を8分間でマークし、ケビン・デュラントから賞賛された。
3年目の2018-19シーズン、2018年12月6日のフェニックス・サンズ戦で24得点、翌年2月5日のマイアミ・ヒート戦ではキャリアハイの25得点をマークするなど、先発33試合を含む71試合に出場、前シーズンの1試合平均1得点から1試合平均7.6得点と大幅に成績を上げたシーズンとなった。

### ミネソタ・ティンバーウルブズ(2019-2022)
2019年7月8日、サイン・アンド・トレードによりミネソタ・ティンバーウルブズと3年1150万ドルの契約を結んだ。2019-20シーズン、11月18日のユタ・ジャズ戦で左足つま先を負傷。42試合を欠場し、翌年の2月24日に復帰したこともあり、このシーズン先発2試合を含む23試合の出場に留まるが、1試合平均9.1得点を記録した。2021-22シーズン、先発1試合を含む34試合に出場、1試合平均出場時間6.8分、2.4得点、1.1リバウンドの成績を残した。
2022年11月9日、バスケット・マンレサと契約したが、メディカルチェックにて椎間板ヘルニアが検出され、15日にチームは契約解除を発表した。

### シーホース三河（2023‐　）
2023年6月30日、シーホース三河公式より加入が発表された。公式HPを通じて加入に至った経緯の一つとして、ライアン・リッチマンHCとの10年来の仲であることを挙げていた。

## 個人成績

### NBA

#### レギュラーシーズン
| シーズン | チーム | GP  | GS | MPG  | FG%  | 3P%  | FT%  | RPG | APG | SPG | BPG | PPG |
| -------- | ------ | --- | -- | ---- | ---- | ---- | ---- | --- | --- | --- | --- | --- |
| 2016–17  | POR    | 35  | 1  | 7.1  | .292 | .255 | .765 | .7  | .3  | .3  | .1  | 2.2 |
| 2017–18  | POR    | 35  | 1  | 4.6  | .298 | .200 | .667 | .5  | .3  | .2  | .1  | 1.0 |
| 2018–19  | POR    | 71  | 33 | 18.7 | .509 | .326 | .704 | 3.1 | .7  | .4  | .4  | 7.6 |
| 2019–20  | MIN    | 23  | 2  | 22.0 | .453 | .333 | .750 | 2.5 | .7  | .7  | .4  | 9.1 |
| 2020–21  | MIN    | 45  | 11 | 13.9 | .495 | .295 | .703 | 1.5 | .6  | .6  | .4  | 5.1 |
| 2021–22  | MIN    | 34  | 1  | 6.8  | .411 | .229 | .722 | 1.1 | .3  | .2  | .1  | 2.4 |
| 通算     | 通算   | 243 | 49 | 12.8 | .460 | .300 | .719 | 1.7 | .5  | .4  | .3  | 4.8 |

#### プレーオフ
| シーズン | チーム | GP | GS | MPG | FG%   | 3P%   | FT%  | RPG | APG | SPG | BPG | PPG |
| -------- | ------ | -- | -- | --- | ----- | ----- | ---- | --- | --- | --- | --- | --- |
| 2017     | POR    | 2  | 0  | 8.0 | .500  | 1.000 | .500 | .5  | .5  | .5  | 0.0 | 3.0 |
| 2018     | POR    | 1  | 0  | 8.0 | 1.000 | –     | –    | 1.0 | 1.0 | 2.0 | 0.0 | 6.0 |
| 2019     | POR    | 6  | 0  | 3.3 | .143  | .000  | .750 | .7  | 0.0 | 0.0 | 0.0 | 0.8 |
| 通算     | 通算   | 9  | 0  | 4.9 | .429  | .167  | .667 | .7  | .2  | .3  | 0.0 | 1.9 |